# The Astral Sleep
The Astral Sleep ist das zweite Studioalbum der Metal-Band Tiamat. Es erschien im September 1991 bei Century Media.

## Entstehung und Stil
Nach dem noch stark death-doom-lastigen, gelegentlich auch als Black Metal eingeordneten Debüt Sumerian Cry kündigte Johan „Lucifer Hellslaughter“ Edlund an, die folgende LP solle ein Konzeptalbum werden. Auf The Astral Sleep traten erstmals Keyboards hervor, ein saubererer Gitarrenklang wurde verwendet. Vergleiche mit dem alsbald als Gothic Metal bezeichneten Stil von Paradise Lost wurden schon damals gezogen, dazu Einflüsse von Venom und King Diamond ausgemacht. Das Album wurde mit Waldemar Sorychta in Dortmund eingespielt, dem Sitz des neuen Labels Century Media, auf dem dieses Album erstmals erschien. Sorychta spielte auch eine Gitarre bei Ancient Entity ein.
2006 wurde das Album mit zwei Bonustiteln der Single A Winter Shadow aus dem Jahr 1990 wiederveröffentlicht.

## Rezeption
Frank Albrecht bezeichnete das Album im Magazin Rock Hard als „echte Überraschung“. Die Band könne „durch ihre neuartigen Sounds unheimlich viele verschiedene Fanschichten erreichen. Die Eigenheiten dieser Platte fangen zum Beispiel schon bei dem eigenartigen gotischen Gitarrensound von Tiamat an, den bis dato kaum eine Band verwendet hat. Dazu kommen der aggressive, doch melancholische Gesang von Bandleader Johan und die eigenartige Rhythmik der Songs...“ Er vergab neun von zehn Punkten.
In der Zeitschrift Metal Hammer vergab Robert Müller 7 von 7 möglichen Punkten für "ein düsteres, ein begeisterndes Werk". Es handele sich dabei um "pure Magie" sowie "eine ganz einzigartige, brillante neue Variante zum Thema Death Metal. (...) Ein unerhörtes Crossover zwischen den brutalen, finsteren Mächten des Death Metal, den einfachen, aber zwingenden Strukturen des klassischen Heavy Metals und der eigenen visionären Klangwelt dieser Band".

## Titelliste
1. Neo Aeon (Intro) – 2:09
2. Lady Temptress – 3:44
3. Mountain of Doom – 4:36
4. Dead Boys’ Choir – 1:53
5. Sumerian Cry (Part III) – 5:15
6. On Golden Wings – 4:59
7. Ancient Entity – 6:15
8. The Southernmost Voyage – 3:12
9. Angels Far Beyond – 4:41
10. I Am the King (Of Dreams) – 4:33
11. A Winter Shadows – 5:24
12. The Seal (Outro) – 1:52
13. A Winter Shadow – 5:25 (Bonustitel der Wiederveröffentlichung)
14. Ancient Entity – 5:54 (Bonustitel der Wiederveröffentlichung)